# Mexilhoeira Grande
Mexilhoeira Grande és una vila i freguesia portuguesa del municipi de Portimão, amb 88,41 km² d'àrea i 4.029 habitants (al cens del 2011). La densitat de població n'és de 45,6 hab/km².
Limita amb aquestes freguesies: Monchique (al nord), Portimâo (freguesia) (a l'est), Alvor (al sud), Odiáxere (a l'oest), Bensafrim (a l'oest) i Marmelete (al nord-oest).
Situada al nord de Portimão, Mexilhoeira Grande, terra de caràcter rural, amb cases blanques entre carrerons, té en l'artesania tradicional i en l'agricultura les activitats principals de la seua gent.
ÉS també en aquesta clientela que se situa el Autódromo Internacional del Algarve. Se situa en una zona de camp, a prop de 6 km a nord del centre de la clientela. L'accés es fa a partir d'una variant de la EN125. ÉS servida per una estació en la Línia del Algarve.

## Població
| Població de Mexilhoeira Grande | Població de Mexilhoeira Grande | Població de Mexilhoeira Grande | Població de Mexilhoeira Grande | Població de Mexilhoeira Grande | Població de Mexilhoeira Grande | Població de Mexilhoeira Grande | Població de Mexilhoeira Grande | Població de Mexilhoeira Grande | Població de Mexilhoeira Grande | Població de Mexilhoeira Grande | Població de Mexilhoeira Grande | Població de Mexilhoeira Grande | Població de Mexilhoeira Grande | Població de Mexilhoeira Grande |
| ------------------------------ | ------------------------------ | ------------------------------ | ------------------------------ | ------------------------------ | ------------------------------ | ------------------------------ | ------------------------------ | ------------------------------ | ------------------------------ | ------------------------------ | ------------------------------ | ------------------------------ | ------------------------------ | ------------------------------ |
| 1864                           | 1878                           | 1890                           | 1900                           | 1911                           | 1920                           | 1930                           | 1940                           | 1950                           | 1960                           | 1970                           | 1981                           | 1991                           | 2001                           | 2011                           |
| 1 727                          | 1 962                          | 2 422                          | 2 752                          | 2 985                          | 2 935                          | 3 064                          | 3 437                          | 3 262                          | 3 291                          | 2 787                          | 3 391                          | 3 374                          | 3 598                          | 4 029                          |

## Patrimoni
- Autòdrom Internacional de l'Algarve
- Capella da Senhora dos Passos o de Nosso Senhor dos Passos i annexos
- Jaciment romà de la Quinta da Abicada
- Església de la Santa Casa de la Misericòrdia de Mexilhoeira Grande
- Església Parroquial de Mexilhoeira Grande
- Monuments megalítics d'Alcalar
- Ria d'Alvor, lloc Natura 2000
- Església de Nossa Senhora do Verde